# Diego de Urbina
Diego de Urbina (Madrid, 1516 – Burgos, 1594 circa) è stato un pittore spagnolo del Rinascimento.
Fu uno dei pittori più rappresentativi della scuola madrilena della seconda metà del XVI secolo, ma abbastanza rapidamente cadde nell'oblio. Era comunque rinomato al tempo del re Filippo II e Lope de Vega cantò il suo talento nei versi elogiativi di Laurel de Apolo.

## Biografia
Diego de Urbina era nato a Madrid, figlio del pittore Pedro de Ampuero y Urbina e Teresa Diaz de Montalbán, sposata nel 1512. Fu battezzato nella parrocchia di San Ginés, il 26 febbraio 1516 con un fratello gemello, Francisco de Ampuero, che divenne anche lui un pittore specializzato nella doratura di pale d'altare. Nessun lavoro è noto di suo padre, originario della Cantabria, ma i documenti ci permettono di conoscere il suo lavoro di pittore a Madrid nei primi decenni del XVI secolo, dimostrando che eseguì un numero significativo di opere. I suoi fratelli Cristóbal de Urbina e García de Ampuero, che sembra avessero rilevato la prestigiosa bottega di famiglia nel 1538, erano anch'essi pittori.
Fu allievo del padre nello stile pittorico rinascimentale praticato dalla scuola di Toledo da Juan de Borgoña e dai Raffaelliti Francisco de Comontes e Juan Correa de Vivar, il cui lavoro è caratterizzato da un disegno preciso, l'interesse predominante per la figura umana e l'armonia della composizione.
Nel 1550 sposò Isabel de Alderete, dalla quale ebbe sette figli:
- Il maggiore, Diego de Urbina Ampuero (circa 1555-1623), emancipato nel 1576, quando aveva circa ventun anni, fu araldo del re (rey de armas) di Castiglia sotto i re Filippo II, Filippo III e Filippo IV, divenne sindaco (regidor) di Madrid.
- Pedro de Ampuero, nato nel 1563, fu pittore come suo padre. Nel 1612 fu menzionato come residente ad Alcalá de Henares.
- Cristóbal de Urbina,
- Jerónimo de Urbina,
- Doña Ana de Urbina, sposata con Fernando de Lodeña, figlio di Diego de Lodeña y Luxán, Comandante di Mirabel dell'Ordine di Santiago,
- Doña María de Urbina, viva nel 1602,
- Doña Isabel de Urbina, morta a Toledo nel 1595. Si era sposata per procura l'11 maggio 1588 con Lope Félix de Vega y Carpio, il Fénix de los Ingénios. Da questa unione nacquero due figlie, doña Teodora de Vega, morta prima della madre, e doňa Antonia de Vega, morta nel 1596.

La famiglia risiedeva a Madrid, sulla Calle Mayor.
Il suo primo contratto noto come pittore indipendente risale al 3 gennaio 1552 quando firmò con lo scultore Juan de la Plaza per la realizzazione delle pale dell'altare maggiore e dei banchi della Chiesa di San Gil, accanto al vecchio Alcazar di Madrid, finanziato da Carlo V.
Nel 1557 finì di dorare e sbalzare la pala dell'altare maggiore del monastero del Parral di Segovia per la quale aveva firmato il contratto nel 1553.
Tra il 1560 e il 1562 fu ad Aranda de Duero dove operò su richiesta del vescovo di Osma. Fu pagato nel 1564. Nel 1562 firmò il contratto per realizzare una pala d'altare per la cappella di Diego de Ávila, nonché per la chiesa di Santa María de la Almudena a Madrid.
Nel 1563 era impegnato a dipingere la pala dell'altare maggiore del Convento di Santa Cruz la Real a Segovia.
Nell'aprile 1565 assume come apprendista Francisco, figlio del pittore Bartolomé Sánchez.
Nel 1566, ottenne i contratti per la pittura delle pale d'altare di Colmenar Viejo e Pozuelo de Alarcón. Intervenne anche nei lavori al palazzo di Valsaín.
Nel 1567 firmò un contratto con lo scultore Quintín de Brye per la produzione di sette figure in legno. Nel 1569 dipinse un quadro del Salvatore per la Cattedrale di Burgo de Osma e firmò il contratto per il dipinto della pala dell'altare maggiore del Convento di Santa Cruz el Real a Segovia commissionato dal re Filippo II. 
Nel 1570, firmò un contratto per la chiesa di San Martín a Madrid, un altro per la pittura e l’estofado per il monastero di Nuestra Señora de la Esperanza a Ocaña, e un altro per doña María de Pisa. Nello stesso anno, insieme a Sánchez Coello, creò due archi di trionfo per celebrare l'ingresso della regina Doña Ana.

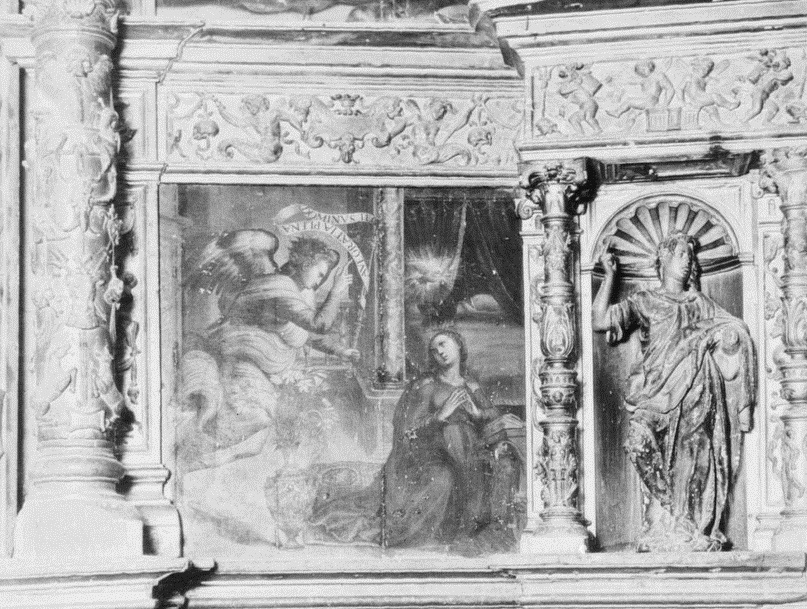
La pala d'altare della chiesa di Pozuel, scomparsa nel 1936

Nel 1572 allestì la pala per l'altare maggiore del monastero di Santa Cruz el Real a Segovia per la quale ottenne un compenso di 3 000 ducati. L'anno successivo dipinse tre dipinti per il monastero delle Descalzas Reales su richiesta della principessa del Portogallo. Dipinse il muro (cortina) di San Jerónimo el Real de Madrid. Nel 1574 dipinse le stazioni del chiostro del convento delle Descaladas Reales e un anno dopo gli stalli del monastero di Esperanza d'Ocaña. Nel 1576 firmò il contratto per la realizzazione di due pale d'altare collaterali nella Chiesa di Santa María de Torrelaguna ma la cui realizzazione demandò al pittore Juan de Cerecedo. Lo stesso anno, lavorò, con Francisco Giralte, alla realizzazione di una pala d'altare per la chiesa di Pozuelo. Esistono inoltre documenti sul rapporto con lo scultore toledano Juan Bautista Monegro.
Nel 1579 lavorò al palazzo di Aranjuez e iniziò a lavorare al Monastero dell'Escorial. Si occupò quindi di vari lavori per il re per un decennio.
Nell'ottobre 1590, è citato per la terza volta per la pittura di una pala d'altare nella chiesa parrocchiale di Pozuelo de Aravaca. Nel 1591, propose, senza successo, di dipingere e dorare la Sala dei Re dell'Alcázar di Segovia.
Nel febbraio 1593, si impegnò con il pittore di Valladolid Gregorio Martínez, per dipingere e dorare la pala d'altare della cattedrale di Burgos, sebbene il suo trasferimento in città non poté essere immediato perché nel luglio di quell'anno era all'Escorial, dove fece una valutazione di dipinti di Pellegrino Tibaldi. L'anno successivo fu coinvolto in una causa legale sulla pala d'altare.
Nell'aprile 1595, in un documento di questo processo, si afferma che il pittore morì in calle de Sombrerería de Burgos, senza specificare la data esatta.